# ایمان (بودیسم)
ایمان (انگلیسی: faith)، واژه ایمان، سدها (Saddhā) در بیان پالی معادل شراددها (Śraddhā) در زبان سانسکریت، به معنای اعتماد و اطمینان است.

## ایمان
ایمان عمدتاً با مفاهیمی چون شناخت و معرفت عقلی، (اعتقاد به گزاره‌ها با اصولی خاص)، اعتماد و اتکا، تصدیق (پذیرش یک سخن به مثابهٔ حقیقت)، اطاعت و پیروی (از اصول عبادی و اخلاقی)، وابستگی و تسلیم، تعهد و وفاداری، تجربهٔ قدسی ارتباط معنایی می‌یابد.
بالطبع بر حسب اینکه از کدام سنت دینی سخن می‌گوییم، ایمان در قالب یک یا چند از این مفاهیم معنا می‌یابید که در آن سنت دینی دربارهٔ آن تأکید شده‌است.
جایگاه ایمان در آیین بودایی، هم در ورود به طریق و هم به لحاظ استقامت در طریق حائز اهمیت است.
ایمان، نوری است که انسان به واسطهٔ آن متبرک می‌شود، زندگی او هدفمند است و غایتی دارد (نیل به نیروانا)

## ایمان در متونبودایی
الف - یکی از پنج نیروی شریف:
1. انرژی یا استقامت
2. تفکر یا آگاهی
3. مراقبه یا یکدلی
4. خرد یا فراشناخت
5. ایمان

ب - یکی از چهار فضیلت رفتاری:
1. ایمان یا اعتماد به فضایل عقلی و معنوی
2. اصول اخلاقی،
3. احسان یا بخشش بی چشمداشت
4. خرد[۱][۲]

## برای مطالعهٔ بیشتر
https://coth.ui.ac.ir/article_25590_15ff6da67039dbaee7fd46ac3abcd0f8.pdf